# سیارک ۱۳۷۵۰
سیارک ۱۳۷۵۰ (به انگلیسی: 13750 Mattdawson، نامگذاری:1998ST54) سیزده هزار و هفتصد و پنجاهمین سیارک کشف شده‌است که در ۱۶ سپتامبر ۱۹۹۸ کشف شد.
قدر مطلق سیارک برابر ۱۹.۵ است.